# Elkinstantonite
Elkinstantonite es un mineral con la fórmula Fe4(PO4)2O que se generó por primera vez en un laboratorio en la década de los 80' y se identificó por primera vez de forma 'natural' en una muestra de meteorito en el año 2022, cuando se le dio la denominación mineral oficial.
El mineral es monoclínico, con grupo espacial P21/c (grupo espacial #14).

## Historia
La elkinstantonite se identificó por primera vez en un laboratorio francés con la producción de una versión sintética del mineral en la década de 1980 y las observaciones publicadas en 1982.
Al no corresponder en ese momento a un compuesto natural, no fue clasificado como un mineral hasta su hallazgo en la naturaleza al interior del meteorito El Ali en Somalía.
Frente a aquel descubrimiento, se realizó un estudio a una pieza de 70 gramos del meteorito, el cual revelaba por primera vez la presencia de este compuesto en la naturaleza, y quién lo identificó fue el jefe del laboratorio de microsonda electrónica de la Universidad de Alberta, Andrew Locock y clasificado por el geólogo Chris Herd.
De hecho, Locock identificó en esa misma muestra el primer espécimen natural de elatiita.
En el mismo meteorito, una investigación realizada en colaboración con la Universidad de California en Los Ángeles (UCLA) y el Instituto de Tecnología de California (CalTech) identificó un tercer mineral llamado olsenita.

## Características
El mineral se clasifica como monoclínico, grupo espacial P21/c (grupo espacial #14).